# Ключевая улица (Санкт-Петербург)
Ключева́я улица — улица в Калининском районе Санкт-Петербурга. Проходит от Замшиной улицы до Пискарёвского проспекта. Фактически является продолжением улицы Маршала Тухачевского, хотя непосредственного выезда между ними не предусмотрено.

## История
Название Грязновская улица известно с 1900 года. Оно происходит от фамилии Тита Михайловича Грязновского, владевшего несколькими ныне не сохранившимися домами по этой улице. Также существовал ошибочный вариант Грязная улица.
9 декабря 1922 года вышло постановление «О переименовании Грязной улицы в улицу Эдиссона» в честь Т. А. Эдисона, американского изобретателя в области электротехники (в соответствии с принятым в то время написанием на русском языке его фамилии). Имелась в виду Грязная улица в Петроградском районе (ныне улица Яблочкова), однако постановление было ошибочно отправлено не в тот район. 26 мая 1928 года эта ошибка была исправлена двумя постановлениями: «О переименовании быв. Грязной улицы (она же Слаботочная) в Петроградском районе в улицу Эдиссона», и «О переименовании быв. Грязной улицы (она же Эдиссона) в Выборгском районе в Ключевую улицу». Однако долгое время улица продолжала носить название улица Эдиссона (с 1936 года — Эдисона), что зафиксировано на картах 1933 года, 1939 года и даже 1947 года. И только на Генеральном плане развития Ленинграда 1955 года она уже именуется Ключевой.
Современное наименование улицы связано с тем, что поблизости находятся полюстровские минеральные источники, а непосредственно в зоне улицы (южнее парка Академика Сахарова) существуют выходы подземных вод на поверхность. В начале XX века близ улицы существовал оборудованный источник с деревянной часовней-сенью над ним.
В 1960-е годы, после продления Ключевой улицы до Пискарёвского проспекта, нумерация домов была изменена в направлении, противоположном прежнему.

## Пересечения
- Замшина улица
- Пискарёвский проспект

170-метровый участок Ключевой  улицы, непосредственно примыкающий к Пискарёвскому проспекту, был проложен в 1960-х годах. Однако в 2006 году проезжая часть улицы была сдана в аренду ООО «Автотранссервис» под коммерческую автостоянку. Срок аренды истек осенью 2015 года, после чего городские власти демонтировали все конструкции автостоянки, и по улице вновь открылось транзитное автомобильное движение. При этом в 2020 году газета «Санкт-Петербургские Ведомости» сообщала, что в связи с тем, что дорожное полотно Ключевой улицы и в настоящее время подмывается грунтовыми водами, сквозное движение по ней «давно закрыто».

## Транспорт
Движение общественного транспорта по Ключевой улице не осуществляется. Ближайшие станции метро — «Площадь Ленина», «Выборгская» и «Лесная». Также до Ключевой улицы можно добраться и от станции метро «Новочеркасская» на автобусе № 132, а также от станции метро «Площадь Восстания» на троллейбусном маршруте № 16.